# Avianca Peru
Avianca Perú S.A. (ранее — TACA Perú) — упразднённая перуанская авиакомпания, базировавшаяся в Лиме (Перу). Портом приписки перевозчика и её главным транзитным узлом (хабом) являлся международный аэропорт имени Хорхе Чавеса.
Компания обслуживала более 20 внутренних и международных маршрутов, входила в холдинг Synergy Group и выполняла рейсы под общим кодом с Avianca El Salvador.
Являлась единственной перуанской авиакомпанией, предлагавшей места бизнес-класса на внутренних рейсах.
Avianca Perú прекратила всю операционную деятельность и была ликвидирована 10 мая 2020 года.

## История
Авиакомпания TransAm была основана в 1999 году бизнесменами Дэниелом Ратти и Эрнесто Махлом и начала операционную деятельность в июле того же года. Позднее, войдя в группу Avianca, сменила собственное название на Avianca Perú.
В 2004 году на рынке коммерческих перевозок Перу возникла кризисная ситуация по причине банкротства авиакомпании Aero Continente, являвшейся основным оператором внутренних пассажирских маршрутов. В течение того же года TACA Peru начала открывать из Международного аэропорта имени Родригеса Бальона новые направления на прежних маршрутах ликвидированного перевозчика.
В 2007 году авиакомпания существенно расширила маршрутную сеть, запустив новые маршруты, увеличив частоту рейсов между крупными городами в Центральной и Южной Америке и предложив множество стыковок на высоконагруженных направлениях между Лимой и аэропортами Северной Америки.
В 2012 году во флот компании поступил первый широкофюзеляжный лайнер Airbus A330-200, вставший на международные среднемагистральные рейсы. В этом же году было объявлено о вхождении авиакомпании в группу Avianca и соответствующей смене торговой марки на бренд этой группы.
В 2013 году авиакомпания стала членом Avianca Group и изменила собственное название на Avianca Perú. 51 % перевозчика принадлежали Дэниелу Ратти, оставшиейся 49 % — Synergy Group.
10 мая 2020 года Avianca Holdings объявил о начале процедуры банкротства, об остановке всех перевозок в Перу и о запуске процедуры ликвидации Avianca Perú.

## Авиапарк
На 21 сентября 2015 года авиапарк авиакомпании состоял из следующих самолётов: